# That Championship Season (téléfilm, 1999)
Pour les articles homonymes, voir That Championship Season.
Pour plus de détails, voir Fiche technique et Distribution.
That Championship Season est un téléfilm américain réalisé par Paul Sorvino en 1999, racontant l'histoire de quatre membres d'une équipe de basket-ball de lycée et de leur entraîneur qui se réunissent 20 ans plus tard. Le long métrage est basé sur la pièce de théâtre éponyme de Jason Miller, récompensée par le Prix Pulitzer. Paul Sorvino, quant à lui, interprète le rôle du Coach, rôle que Robert Mitchum assumait dans le film original.

## Synopsis
Phil (Vincent D'Onofrio), James (Terry Kinney), George (Tony Shalhoub), et Tom (Gary Sinise) se réunissent lors d'une réunion spéciale, 20 ans après leur dernier match au championnat de basket-ball de leur lycée de jeunesse. Après la rencontre, ils décident de  rendre visite à leur ancien entraîneur (Paul Sorvino). Chez lui, alors qu'ils semblent tous de prendre quelques verres sans danger, la nuit prend rapidement une tournure violente : Phil a une aventure avec la femme de George. George, qui va bientôt se marier, met le feu à James, en pleine campagne présidentielle. Le dernier, Tom, devient dépendant à la boisson jusqu'à en être ivre. Mais avec l'aide de l'ancien entraîneur, les quatre hommes vont essayer de se remettre dans le droit chemin.

## Fiche technique
- Titre original : That Championship Season
- Réalisation : Paul Sorvino
- Scénario : Jason Miller
- Production : Steve Greener
- Société de distribution : Metro-Goldwyn-Mayer
- Musique : Larry Blank
- Photographie : Bruce Surtees
- Montage : Leo Trombetta
- Décors : Ellen Brill
- Costumes : Theadora Van Runkle
- Durée : 130 minutes
- Pays de production :  États-Unis
- Langue originale : anglais
- Genre : Drame
- Date de sortie : États-Unis : 6 juin 1999

## Distribution
- Vincent D'Onofrio : Phil Romano
- Terry Kinney : James Daly
- Tony Shalhoub : George Sitkowski
- Gary Sinise : Tom Daley
- Paul Sorvino : Le Coach
- Jerri Manthey : Claire
- Susan M. Carr : Helen
- Denise Kaye : Marion
- Nicolas Risher : James, Jr.
- Carol Lawrence : La mère de Claire
- Joe Bays : Le policier
- Jeff Rogers : Le joueur de basket-ball
- Bill Sorvino : Un employé
- Frank Lozano : L'annonceur du jeu
- Louis L. Weiss : L'ancien joueur de violon